# Lista de parlamentares do Acre
Esta lista de parlamentares do Acre apresenta a composição da sua bancada a partir do status federativo concedido ao mesmo após o fim do Estado Novo em 1945, conforme arquivos do Senado Federal, Câmara dos Deputados e do Tribunal Superior Eleitoral, ressalvado que mandatos exercidos via suplência serão citados apenas mediante morte, impedimento ou renúncia dos titulares ou nas hipóteses previstas no Art. 56 – I da Constituição.
Na confecção das tabelas a seguir foi observada a grafia do nome parlamentar adotado por cada um dos representantes do estado no Congresso Nacional, e quanto à ordem dos parlamentares foi observado o critério do número de mandatos e caso estes coincidam será observado o primeiro ano em que cada parlamentar foi eleito e, havendo nova coincidência, usa-se a ordem alfabética.
A designação desta página trata dos senadores e deputados federais eleitos a partir de 2 de dezembro de 1945 época em que o Acre era território federal após sua anexação ao Brasil via Tratado de Petrópolis assinado em 17 de novembro de 1903 sendo estruturado pelo Decreto n.º 5.188 de 7 de abril de 1904 assinado no governo Rodrigues Alves e elevado a estado quando o presidente João Goulart e o primeiro-ministro Tancredo Neves sancionaram a Lei n.º 4.070 em 15 de junho de 1962.

## Relação dos senadores eleitos
| Senadores eleitos       | Naturalidade        | Mandatos | Ano da eleição   | Notas                 | Referências   |
| ----------------------- | ------------------- | -------- | ---------------- | --------------------- | ------------- |
| Adalberto Sena          | Cruzeiro do Sul, AC | 03       | 1962, 1966, 1974 | [ nota 2 ] [ nota 3 ] | [ 7 ]         |
| José Guiomard           | Perdigão, MG        | 03       | 1962, 1970, 1978 | [ nota 4 ]            |               |
| Nabor Júnior            | Tarauacá, AC        | 02       | 1986, 1994       |                       |               |
| Marina Silva            | Rio Branco, AC      | 02       | 1994, 2002       | [ nota 5 ]            | [ 8 ]         |
| Tião Viana              | Rio Branco, AC      | 02       | 1998, 2006       | [ nota 6 ]            |               |
| Sérgio Petecão          | Rio Branco, AC      | 02       | 2010, 2018       |                       | [ 9 ]         |
| Oscar Passos            | Porto Alegre, RS    | 01       | 1962             |                       |               |
| Geraldo Mesquita        | Feijó, AC           | 01       | 1970             | [ nota 7 ]            | [ 10 ]        |
| Jorge Kalume            | Belém, PA           | 01       | 1978             |                       | [ 11 ]        |
| Mário Maia              | Rio Branco, AC      | 01       | 1982             |                       | [ 12 ]        |
| Aluísio Bezerra         | Cruzeiro do Sul, AC | 01       | 1986             |                       | [ 13 ]        |
| Flaviano Melo           | Rio Branco, AC      | 01       | 1990             |                       | [ 14 ] [ 15 ] |
| Geraldo Mesquita Júnior | Fortaleza, CE       | 01       | 2002             |                       |               |
| Jorge Viana             | Rio Branco, AC      | 01       | 2010             |                       | [ 16 ]        |
| Gladson Cameli          | Cruzeiro do Sul, AC | 01       | 2014             | [ nota 8 ]            | [ 17 ]        |
| Márcio Bittar           | Franca, SP          | 01       | 2018             |                       | [ 9 ]         |
| Alan Rick               | Rio Branco, AC      | 01       | 2022             |                       | [ 18 ]        |
| Fontes:                 |                     |          |                  |                       |               |

## Relação dos deputados federais eleitos
| Deputados federais eleitos | Naturalidade           | Mandatos | Ano da eleição               | Notas                   | Referências   |
| -------------------------- | ---------------------- | -------- | ---------------------------- | ----------------------- | ------------- |
| Rui Lino                   | Tarauacá, AC           | 05       | 1962, 1966, 1970, 1974, 1982 |                         |               |
| Nosser Almeida             | Sena Madureira, AC     | 05       | 1966, 1970, 1974, 1978, 1982 |                         |               |
| Perpétua Almeida           | Porto Walter, AC       | 04       | 2002, 2006, 2010, 2018       |                         |               |
| Flaviano Melo              | Rio Branco, AC         | 04       | 2006, 2010, 2014, 2018       |                         | [ 14 ] [ 15 ] |
| José Guiomard              | Perdigão, MG           | 03       | 1950, 1954, 1958             |                         |               |
| Oscar Passos               | Porto Alegre, RS       | 03       | 1950, 1954, 1958             |                         |               |
| Geraldo Fleming            | Campanha, MG           | 03       | 1978, 1982, 1986             |                         |               |
| Francisco Diógenes         | Iguatu, CE             | 03       | 1986, 1990, 1994             | [ nota 9 ]              |               |
| Ronivon Santiago           | Cruzeiro do Sul, AC    | 03       | 1990, 1994, 2002             | [ nota 10 ] [ nota 11 ] | [ 19 ]        |
| Zila Bezerra               | Rio de Janeiro, RJ     | 03       | 1990, 1994, 1998             |                         |               |
| Nilson Mourão              | Tarauacá, AC           | 03       | 1998, 2002, 2006             |                         |               |
| Henrique Afonso            | Cruzeiro do Sul, AC    | 03       | 2002, 2006, 2010             |                         |               |
| Geraldo Mesquita           | Feijó, AC              | 02       | 1962, 1966                   |                         | [ 10 ]        |
| Mário Maia                 | Rio Branco, AC         | 02       | 1962, 1966                   | [ nota 12 ] [ nota 13 ] | [ 20 ] [ 12 ] |
| Maria Lúcia Araújo         | João Pessoa, PB        | 02       | 1966, 1986                   | [ nota 14 ]             | [ 21 ] [ 22 ] |
| Nabor Júnior               | Tarauacá, AC           | 02       | 1974, 1978                   |                         |               |
| Aluísio Bezerra            | Cruzeiro do Sul, AC    | 02       | 1978, 1982                   |                         | [ 13 ]        |
| Amilcar de Queiroz         | Rio Branco, AC         | 02       | 1978, 1982                   |                         |               |
| Wildy Viana                | Brasileia, AC          | 02       | 1978, 1982                   |                         | [ 23 ]        |
| Alércio Dias               | Joinville, SC          | 02       | 1982, 1986                   |                         | [ 24 ]        |
| José Melo                  | Rio Branco, AC         | 02       | 1982, 1986                   |                         |               |
| Narciso Mendes             | Patu, RN               | 02       | 1986, 2002                   | [ nota 15 ]             | [ 25 ]        |
| Célia Mendes               | Belém, PA              | 02       | 1990, 1994                   |                         |               |
| João Maia                  | Santa Branca, SP       | 02       | 1990, 1994                   | [ nota 10 ]             |               |
| João Tota                  | Teixeira, PB           | 02       | 1990, 1998                   |                         | [ 26 ]        |
| Mauri Sérgio               | Xapuri, AC             | 02       | 1990, 1994                   | [ nota 16 ]             |               |
| Márcio Bittar              | Franca, SP             | 02       | 1998, 2010                   |                         |               |
| Gladson Cameli             | Cruzeiro do Sul, AC    | 02       | 2006, 2010                   |                         |               |
| Antônia Lúcia Câmara       | Senador Guiomard, AC   | 02       | 2010, 2022                   |                         |               |
| Sibá Machado               | União, PI              | 02       | 2010, 2014                   |                         |               |
| Alan Rick                  | Rio Branco, AC         | 02       | 2014, 2018                   |                         | [ 18 ]        |
| Jéssica Sales              | Cruzeiro do Sul, AC    | 02       | 2014, 2018                   |                         |               |
| Castelo Branco             | [ nota 17 ]            | 01       | 1945                         | [ nota 18 ]             | [ 27 ]        |
| Hugo Carneiro              | Belém, PA              | 01       | 1945                         |                         |               |
| Armando Leite              | Boca do Acre, AM       | 01       | 1962                         |                         |               |
| Jorge Kalume               | Belém, PA              | 01       | 1962                         |                         | [ 11 ]        |
| José Altino Machado        | Taubaté, SP            | 01       | 1962                         |                         |               |
| Valério Magalhães          | Boa Vista, RR          | 01       | 1962                         | [ nota 19 ]             |               |
| Jorge Lavocat              | Belém, PA              | 01       | 1966                         |                         |               |
| Wanderley Dantas           | Porto Acre, AC         | 01       | 1966                         |                         |               |
| Joaquim Macedo             | Rio Branco, AC         | 01       | 1970                         |                         |               |
| Osmir Lima                 | Cruzeiro do Sul, AC    | 01       | 1986                         |                         |               |
| Rubem Branquinho           | Carmo do Paranaíba, MG | 01       | 1986                         |                         |               |
| Adelaide Neri              | Tarauacá, AC           | 01       | 1990                         |                         |               |
| Carlos Airton              | Feijó, AC              | 01       | 1994                         |                         |               |
| Chicão Brígido             | Ipixuna, AM            | 01       | 1994                         | [ nota 20 ]             |               |
| Hildebrando Pascoal        | Rio Branco, AC         | 01       | 1998                         | [ nota 21 ]             | [ 28 ]        |
| Ildefonço Cordeiro         | Cruzeiro do Sul, AC    | 01       | 1998                         |                         |               |
| Marcos Afonso              | Rio Branco, AC         | 01       | 1998                         |                         |               |
| Sérgio Barros              | Leme, SP               | 01       | 1998                         |                         |               |
| João Correia               | Cruzeiro do Sul, AC    | 01       | 2002                         |                         |               |
| Júnior Betão               | Rio Branco, AC         | 01       | 2002                         |                         |               |
| Zico Bronzeado             | Brasileia, AC          | 01       | 2002                         |                         |               |
| Fernando Melo              | Cruzeiro do Sul, AC    | 01       | 2006                         |                         |               |
| Ilderlei Cordeiro          | Cruzeiro do Sul, AC    | 01       | 2006                         |                         |               |
| Sérgio Petecão             | Rio Branco, AC         | 01       | 2006                         |                         |               |
| Taumaturgo Lima            | Cruzeiro do Sul, AC    | 01       | 2010                         |                         |               |
| César Messias              | Cruzeiro do Sul, AC    | 01       | 2014                         |                         |               |
| Leo de Brito               | Rio Branco, AC         | 01       | 2014                         |                         |               |
| Major Rocha                | Sena Madureira, AC     | 01       | 2014                         |                         |               |
| Raimundo Angelim           | Rio Branco, AC         | 01       | 2014                         |                         |               |
| Jesus Sérgio               | Tarauacá, AC           | 01       | 2018                         |                         |               |
| Manuel Marcos              | Tianguá, CE            | 01       | 2018                         | [ nota 22 ]             | [ 29 ]        |
| Mara Rocha                 | Rio Branco, AC         | 01       | 2018                         |                         |               |
| Vanda Milani               | Cedral, SP             | 01       | 2018                         |                         |               |
| Eduardo Velloso            | Rio Branco, AC         | 01       | 2022                         |                         |               |
| Gerlen Diniz               | Sena Madureira, AC     | 01       | 2022                         | [ nota 23 ]             | [ 30 ] [ 31 ] |
| Meire Serafim              | Rio Branco, AC         | 01       | 2022                         |                         |               |
| Roberto Duarte             | Porto Alegre, RS       | 01       | 2022                         |                         |               |
| Socorro Neri               | Tarauacá, AC           | 01       | 2022                         |                         |               |
| Ulysses Araújo             | Cruzeiro do Sul, AC    | 01       | 2022                         |                         |               |
| Zezinho Barbary            | Porto Walter, AC       | 01       | 2022                         |                         |               |
| Fontes:                    |                        |          |                              |                         |               |

## Mandatos nas duas casas
Sobre mandatos nas duas casas, foram eleitos para mandatos alternados de senador e deputado federal pelo Acre os seguintes políticos: Alan Rick, Aluísio Bezerra, Flaviano Melo, Geraldo Mesquita, Gladson Cameli, Jorge Kalume, José Guiomard, Márcio Bittar, Mário Maia, Nabor Júnior, Oscar Passos e Sérgio Petecão.

## Origem dos parlamentares do estado
| Origem  | Senadores | Percentual |
| ------- | --------- | ---------- |
| AC      | 12        | 70,60%     |
| CE      | 01        | 5,88%      |
| MG      | 01        | 5,88%      |
| PA      | 01        | 5,88%      |
| RS      | 01        | 5,88%      |
| SP      | 01        | 5,88%      |
| Total   | 17        | 100%       |
| Fontes: |           |            |

| Origem  | Deputados | Percentual |
| ------- | --------- | ---------- |
| AC      | 46        | 63,89%     |
| SP      | 05        | 6,94%      |
| PA      | 04        | 5,55%      |
| MG      | 03        | 4,16%      |
| AM      | 02        | 2,78%      |
| CE      | 02        | 2,78%      |
| PB      | 02        | 2,78%      |
| RS      | 02        | 2,78%      |
| PI      | 01        | 1,39%      |
| RJ      | 01        | 1,39%      |
| RN      | 01        | 1,39%      |
| RR      | 01        | 1,39%      |
| SC      | 01        | 1,39%      |
| n/d     | 01        | 1,39%      |
| Total   | 72        | 100%       |
| Fontes: |           |            |